# Гражданин в военной форме

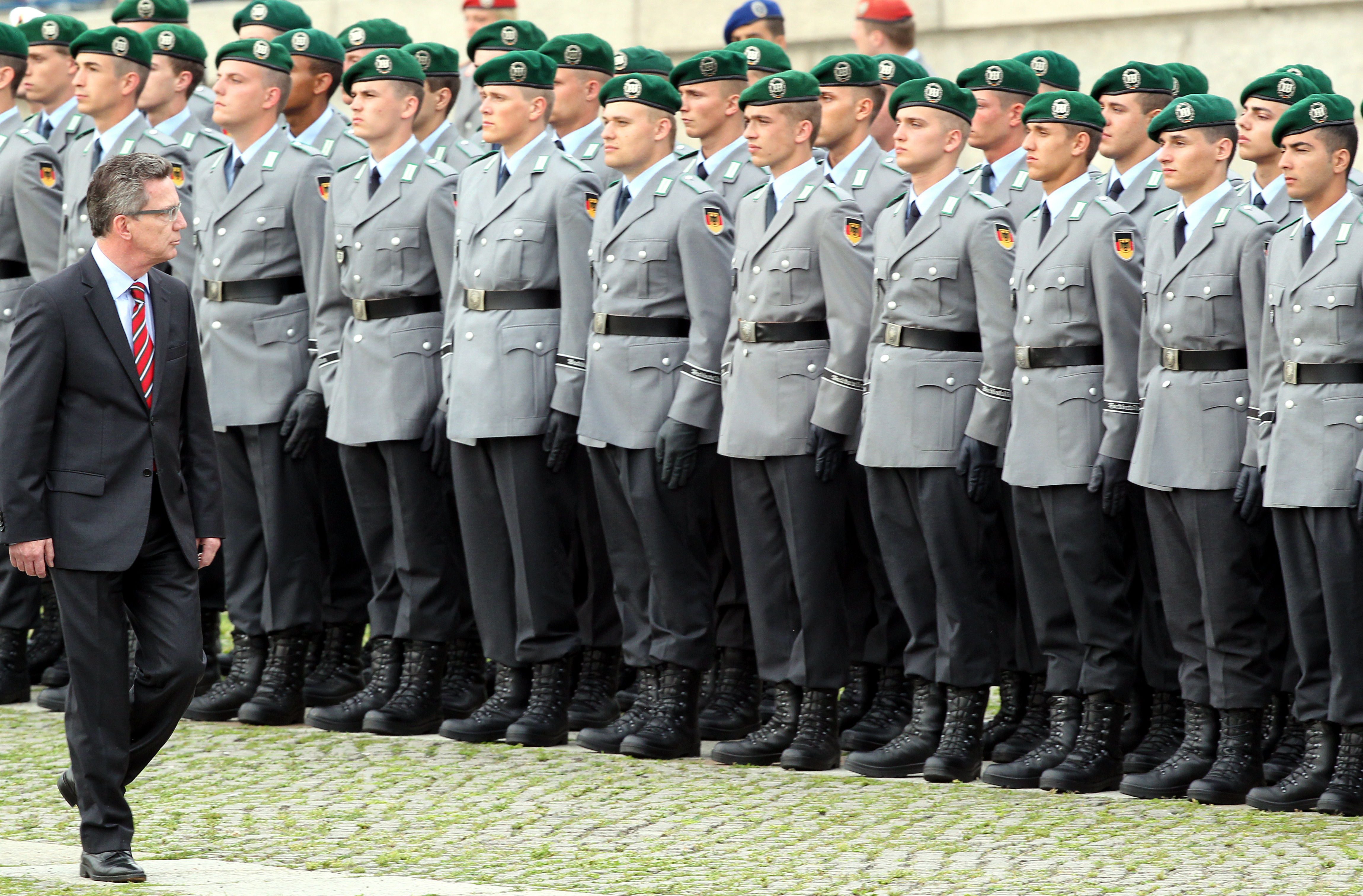
новобранцы Бундесвера на смотре

«Гражданин в военной форме» (от нем. Staatsbürger in Uniform) — статус и модель поведения немецких военнослужащих и всего военного ведомства Германии в целом. Данная концепция подразумевает отсутствие правовых отличий между гражданскими и воинскими профессиями, подчёркивает пацифистский статус немецкого военнослужащего, а также несёт в себе возможность свободного принятия решений в немецкой армейской иерархии. Модель «Гражданина в военной форме» даёт рядовым военнослужащим нетипичные для других армий обширные гражданские права, а также предоставляет свободу выбора и решения при выполнении боевых задач вплоть до морального права ослушания приказов, если они противоречат немецкой Конституции (Основной закон ФРГ), международному праву или основным моральным принципам.

## История
Данный термин был введен в обращение после Второй мировой Войны в ходе переобразования немецких вооружённых сил в так называемый Бундесвер (от нем. Bundeswehr). В 1952 году советник по военной безопасности Фридрих Бирман (нем. Friedrich Beermann) предложил этот термин и концепцию, которые впоследствии были использованы всеми послевоенными немецкими оборонными ведомствами, образовавшимися при переорганизации вооруженных сил страны. Создание подобного термина должно было повысить рейтинг вооруженных сил в глазах послевоенного немецкого общества и легитимировать новое вооружение немецкой армии.
Модель «Гражданина в военной форме» была законодательно зафиксирована для всех немецких оборонных ведомств Законом о солдатском правовом статусе (нем. Gesetz über die Rechtsstellung der Soldaten) в 1956 году. Поводом для подобной реформы стал крайне тяжелый опыт Второй мировой войны, когда солдаты Вермахта (нем. Wehrmacht) безоговорочно выполняли любые приказы руководства, в том числе носящие характер преступлений против человечности и нарушений основных прав человека и моральных принципов. В связи с этим новообразовавшимся немецким военным руководством было принято решение отказаться от модели солдата, слепо следующему приказам, а создать концепцию свободно мыслящего и действующего в рамках мирового права и своей совести военнослужащего. Для достижения этой цели солдатам было дано активное и пассивное избирательное право, а также фактическая возможность создания «Солдатского профсоюза» — «Немецкой ассоциации вооруженных сил» (нем. Deutscher Bundeswehrverband). Ограничения прав военнослужащих на принятие собственных решений было сведено к минимуму, необходимому для выполнения военных приказов. Тем не менее, исключается право на забастовки и коллективные ходатайства и жалобы.
Модель «Гражданина в военной форме» напрямую связана с дополняющей концепцией «Внутреннего руководства» (нем. Innere Führung), также подразумевающей определённую модель поведения немецких военнослужащих и устройства немецких вооруженных сил в целом.

## Последствия концепции для военнослужащих
Концепция немецкого солдата как «Гражданина в военной форме», ведущего свою социальную и общественную жизнь наравне с любыми другими гражданскими профессиями, имела и имеет большое влияние на современное немецкое общество. Кроме дополнительных свобод непосредственно в командной иерархии, данная модель подразумевает наличие у солдата Бундесвера регулированного рабочего дня, отпуска, возможности путешествовать и беспрепятственно вести семейную жизнь. Такой сильный уклон на гражданский характер воинской профессии стал прямым последствием послевоенной немецкой пацифистской конституции, запрещающей какие-либо активные военные миссии за пределами Германии, а также пацифистски настроенным послевоенным немецким обществом.

## Критика концепции и термина
Очевидно, что модель «Гражданина в военное форме» находится в конфликте с системой приказа и субординации, имеющую особую важность в военной сфере. Особенно внутри самих вооруженных сил Германии модель подвергается жёсткой критике, так как, по словам офицерского представительства, может приводить к оспариванию приказов рядовыми военнослужащими, нарушает авторитет офицерского состава в глазах рядовых солдат и может привести к сложностям при выполнении поставленных военных задач.
Более активная немецкая военная роль в мире, ставшая возможной после поправки 24-й главы Основного закона, запрещавшей участие бундесвера в военных операциях за рубежом, и различные гуманитарные миссии Бундесвера вне страны, требующие армейской дисциплины для выполнения поставленных задач, привели к нарастанию данной критики. Так, бывший инспектор армии, генерал-лейтенант в отставке Ханс-Отто Будде, в 2004 году заявил: «Гражданин в военной форме», который живёт со своей семьей по соседству и приходит домой в 17:30, отслужил. «Нам нужен архаичный боец и боец, который может вести высокотехнологичную войну».

## Роль модели в контексте немецкого общества
Виденье и оценка данной модели в немецком обществе остаются двусторонними. С одной стороны, с её помощью немецкому военнослужащему был фактически привит образ чиновника, выполняющего обычную государственную службу на установленных правах и обязанностях, как и чиновники других ведомств. Это помогло в большей степени восстановить репутацию Бундесвера в глазах послевоенного пацифистского немецкого общества и привлекало новобранцев различными социальными гарантиями, узаконенными условиями труда и определённой свободой выбора, не свойственной армиям других государств. С другой стороны, подобный сильный гражданский уклон немецких вооруженных сил привёл к определённому недоверию со стороны населения в военные способности немецкой армии. Немецкие вооруженные силы не считаются способными к каким-либо реальным крупным военным действиям, что усиливается постоянными скандалами вокруг недостаточной исправности военной техники Бундесвера.
С 2011 года модель «Гражданина в военной форме» заняла особое место в общественных дебатах в связи с отменой в Германии обязательного воинского призыва, переходом на полностью контрактную армию и следующими из этого проблемами. По мнению критиков контрактная армия приведёт к ослаблению концепции «Гражданина в военной форме», так как протянет чёткую границу между гражданским обществом и закрытыми военными контрактными структурами и вытеснит гражданский и пацифистский характер из самопонимания и поведения немецких военнослужащих.

## Прямые ссылки
1. https://www.bundeswehr.de/portal/a/bwde
2. https://www.bmvg.de/portal/a/bmvg